# Lophius vaillanti
Lophius vaillanti är en fiskart som beskrevs av Regan, 1903. Lophius vaillanti ingår i släktet Lophius och familjen marulksfiskar. Inga underarter finns listade i Catalogue of Life.